# Stenopodius submaculatus
Stenopodius submaculatus är en skalbaggsart som beskrevs av Blaisdell 1939. Stenopodius submaculatus ingår i släktet Stenopodius och familjen bladbaggar. Inga underarter finns listade i Catalogue of Life.